# Hàn Ngọc Bích
Hàn Ngọc Bích (1940 – 2015) là một nhạc sĩ Việt Nam danh tiếng với nhiều sáng tác dành cho thiếu nhi, nổi tiếng với bài hát "Đưa cơm cho mẹ đi cày".

## Thân thế và sự nghiệp
Ông sinh ngày 18 tháng 11 năm 1940, quê ở Hà Nội. Tốt nghiệp Đại học Sư phạm Hà Nội năm 1962, ông được bổ về làm giáo viên ở Hà Tây. Năm 1973, về Bộ Giáo dục và Đào tạo, là Uỷ viên Thư ký Hội đồng Âm nhạc của Bộ. Ông sáng tác nhiều ca khúc cho thiếu nhi, và góp phần soạn thảo nhiều sách hướng dẫn và giảng dạy môn hát nhạc cho học sinh tiểu học như Sách giáo viên hát nhạc (soạn chung với Nguyễn Minh Toàn)... Ca khúc của ông được sử dụng nhiều trên sách báo, đài phát thanh và truyền hình, băng âm thanh và băng video.
Do tuổi cao lại lâm bệnh nặng trong một thời gian dài, ông đã qua đời vào lúc 2g30 sáng ngày 1 tháng 5 năm 2015, không lâu sau lễ mừng thọ 75 tuổi.

## Tác phẩm nổi bật và giải thưởng
- Rửa mặt như mèo
- Nắng sớm
- Đưa cơm cho mẹ đi cày
- Tre ngà bên lăng Bác
- Tiếng chim trong vườn Bác
- Em bay trong đêm pháo hoa
- Tháng ba học trò
- Xinh xinh hạt nắng
- Hoa bí vàng (ca cảnh)
- Cây bàng trước ngõ
- Mùa xuân và tuổi hoa

Những năm bom Mỹ đánh phá Hà Nội, ông di tản về Thôn Thượng, Xã Đại Xuyên, huyện Phú Xuyên, Tỉnh Hà Sơn Bình nay là Hà Nội. Ông có tham gia giảng dạy tại Trường Cấp 2 Đại Xuyên và có viết bài hát tặng Trường và tới nay bài hát này chính là bài hát truyền thống của Nhà Trường.
Bài hát mang tên: Trường Ca Đại Xuyên
Ông đã nhận được nhiều giải thưởng về sáng tác các ca khúc cho thiếu nhi.